# Drum național 56
Der Drum național 56 (rumänisch für „Nationalstraße 56“, kurz DN56) ist eine Hauptstraße in Rumänien. 

## Verlauf
Die Straße, die zugleich einen Teil der Europastraße 79 bildet, beginnt an der mautpflichtigen Donaubrücke 2, die Widin in Bulgarien mit Calafat verbindet und die bulgarische Hauptstraße I-1 fortsetzt, nimmt dort den Drum național 55A auf und verläuft in ostnordöstlicher Richtung durch die Kleine Walachei (Oltenien) über Maglavit, wo der Drum național 56A nach Norden abgeht,  Perișor und Podari, überschreitet den Jiu (Schil), nimmt den Drum național 55 auf und mündet in Craiova in den Drum național 6 (Europastraße 70).
Die Länge der Straße beträgt 84,6 Kilometer.